# Front 242
Front 242 was een Belgische band, opgericht in 1981 in Aarschot door Daniel Bressanutti en Dirk Bergen. De groep wordt beschouwd als pionier van de Electronic Body Music (EBM), een genre dat dansbare elektronische muziek combineert met industriële invloeden. Front 242 speelde een grote rol in de ontwikkeling van techno, industrial en new beat in de jaren '80 en '90.

## Geschiedenis
De band begon met de single Principles in 1981, waarna Patrick Codenys en Jean-Luc De Meyer (oorspronkelijk van de band Under Viewer) in 1982 aansloten. In datzelfde jaar bracht Front 242 hun eerste album Geography uit. Dirk Bergen verliet de band in 1983 en werd vervangen door Richard Jonckheere (alias Richard 23). Het tweede album, No Comment, introduceerde de term "Electronic Body Music" en definieerde hun stijl.
Front 242 kreeg bekendheid met hun krachtige live-optredens, gekenmerkt door intense ritmes, samples en een paramilitaire esthetiek. Dit zorgde soms voor controverse, omdat de band ten onrechte werd geassocieerd met extreemrechtse ideeën, een beschuldiging die zij altijd sterk hebben ontkend.
In 1988 brachten ze het album Front by Front uit, met daarop hun grootste hit Headhunter. De videoclip, geregisseerd door Anton Corbijn, is iconisch geworden in de elektronische muziekscene.
In de jaren '90 evolueerde de muziek van Front 242 naar complexere structuren en rijkere geluiden, met albums zoals Tyranny (For You) (1991) en de experimentele platen 06:21:03:11 Up Evil en 05:22:09:12 Off (1993). Ondanks interne spanningen bleef de band actief, met zijprojecten en heruitgaven van eerder werk.
Na een pauze in de late jaren '90 keerde de band terug met nieuwe versies van hun oude nummers tijdens de "Re:Boot"-tour. In 2003 brachten ze hun laatste studioalbum Pulse uit. Front 242 bleef optreden tot januari 2025, toen ze hun laatste concerten gaven in de Ancienne Belgique in Brussel.

## Bandleden
- Jean-Luc De Meyer - zang
- Daniel Bressanutti - keyboards, programming, live mixing
- Patrick Codenys - keyboards, programming, samplers
- Richard Jonckheere ("Richard 23") - keyboards, zang
- Tim Kroker - drums (live sinds de "Re:Boot"-tour)

### Voormalige leden
- Dirk Bergen
- Jean-Marc Pauly
- Pierre Pauly
- Kristin Kowalski
- Eran Westwood
- John Dubs
- Jean-Marc Lederman
- Luc Van Acker

## Discografie

### Studioalbums
- 1982: Geography
- 1984: No Comment
- 1987: Official Version
- 1988: Front by Front
- 1991: Tyranny (For You)
- 1993: 06:21:03:11 Up Evil
- 1993: 05:22:09:12 Off
- 2003: Pulse

### Live- en remixalbums
- 1994: Live Code
- 1995: Mut@ge.Mix@ge
- 1998: Re:Boot
- 2008: Moments...

## Invloed
Front 242 beïnvloedde artiesten en bands zoals Nine Inch Nails, Depeche Mode, The Prodigy en Rammstein. Ze worden beschouwd als een belangrijke inspiratiebron voor de industrial en elektronische muziekcultuur.